# Barrio coreano (Buenos Aires)
En la Ciudad de Buenos Aires, se conoce como Barrio Coreano a una zona de los barrios de Flores y Parque Chacabuco con una gran presencia de la comunidad coreana. Se trata de un barrio no oficial que se extiende en lo largo de siete cuadras de la Avenida Carabobo y sus inmediaciones. En coreano se lo conoce como 백구 («Béku», literalmente «Ciento nueve»). A diferencia del Barrio Chino de Belgrano, que surgió como un paseo comercial y cultural, el Barrio Coreano (si bien dispone de ese tipo de actividades) nació principalmente como una zona residencial en la cual se asentó gran parte de la inmigración coreana que llegó a Buenos Aires a partir de los años 1980.

## Ubicación
El «Barrio Coreano» se encuentra en la zona conocida como el Bajo Flores, al sur de dicho barrio y en el límite con Parque Chacabuco (siendo la Avenida Carabobo precisamente el límite). Se extiende alrededor de dicha avenida, entre Castañares y Eva Perón. En el barrio, hasta hoy, conviven dos periódicos, uno de la comunidad coreana (escrito en dicha lengua) y otro, gratuito, Flores de Papel, publicación local fundada a fines de los años 90. Debe tenerse en cuenta que, si bien el «Barrio Coreano» presenta una alta densidad de comercios de esta comunidad, la presencia coreana es muy fuerte en toda la zona mucho más vasta que rodea al barrio no oficial, es decir, hay una fuerte presencia coreana esparcida a lo largo de todo Flores, Parque Chacabuco, Floresta y Caballito.

## Características
Existe un portón de entrada en la intersección de la Avenida Carabobo con la Avenida Castañares, que posee varias mandalas coloridas y un yin-yang en lo alto, en alusión a la bandera de Corea.[cita requerida]
En el barrio existen varios restaurantes, verdulerías, supermercados, consultorios médicos, centros de medicina tradicional coreana, iglesias cristinas, templos budistas, centros educativos, farmacias, lavanderías, etc. Los locales poseen letreros en coreano y en español y abarcan todos los rubros, incluso aquellos que no tienen un componente cultural coreano en especial.

## Historia
El «Barrio Coreano» de Flores comenzó a surgir durante la década de 1970. Los primeros inmigrantes se dedicaban al comercio y a la industria textil, teniendo comercios sobre la Avenida Avellaneda (otra zona donde existe hoy una amplia presencia coreana). 
Eran principalmente evangélicos (hay unas 30 iglesias evangélicas coreanas en Buenos Aires), budistas (dos templos) y católicos (una iglesia). También son populares los restaurantes de gastronomía coreana, los supermercados y una panadería de productos coreanos. En 1976 se fundó el Instituto Coreano Argentino.
En 2014 se estrenó la película Una canción coreana en el BAFICI protagonizada por An-Ra, cantante lírica que además administra un restaurante del mismo nombre en el barrio.

## Galería

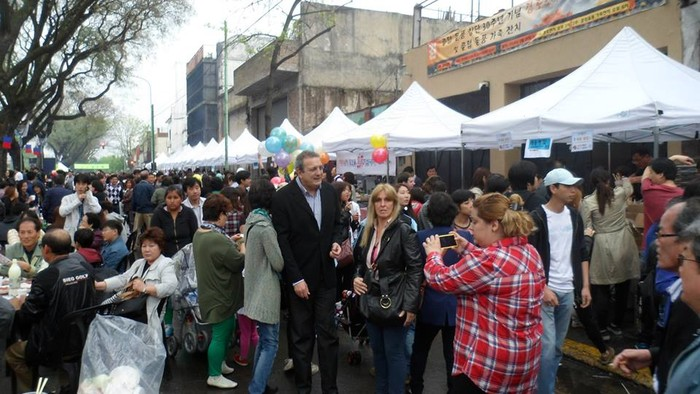
Festival gastronómico
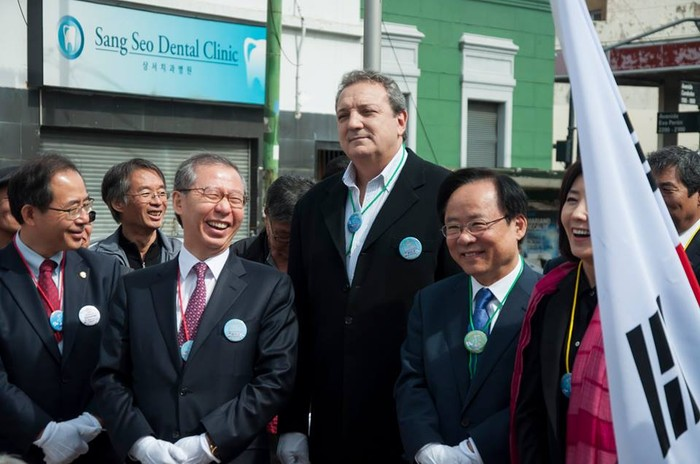
Ceremonia oficial
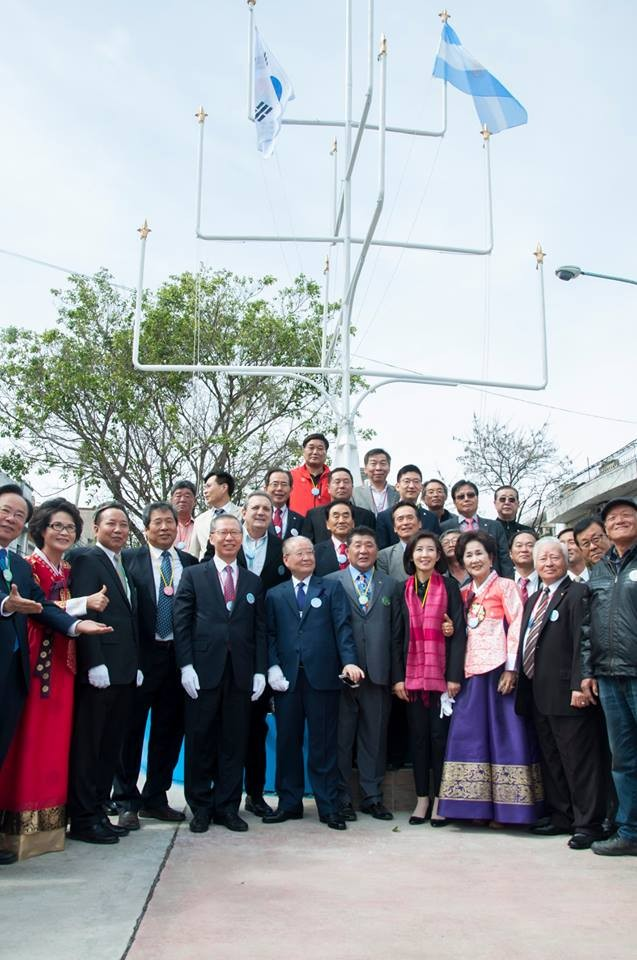
Banderas argentinas y surcoreanas
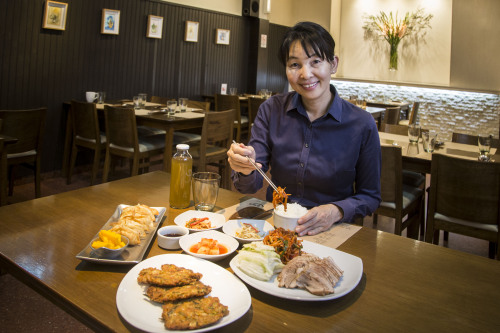
Restaurante «Una Canción Coreana»

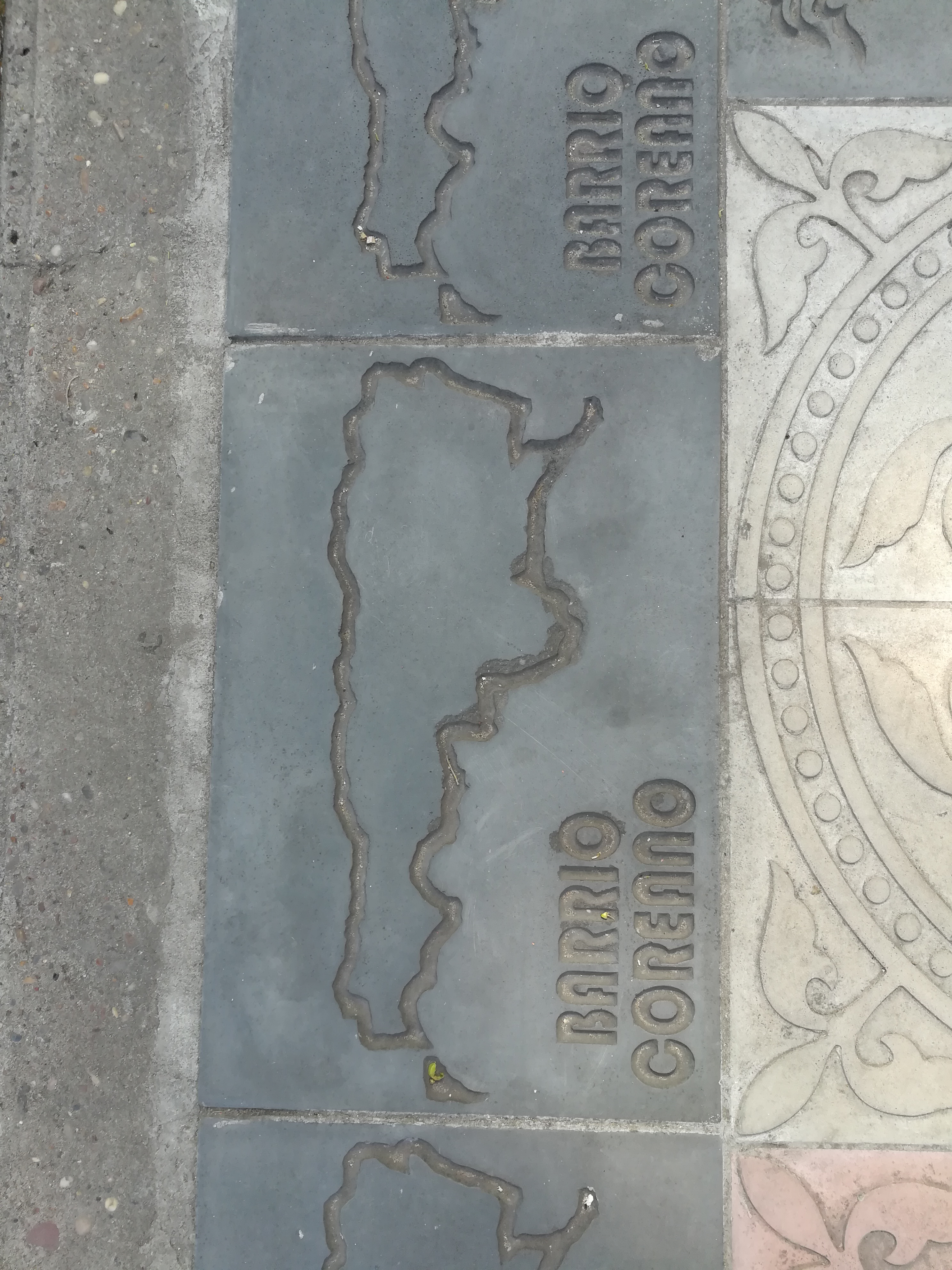
Mapa de Argentina
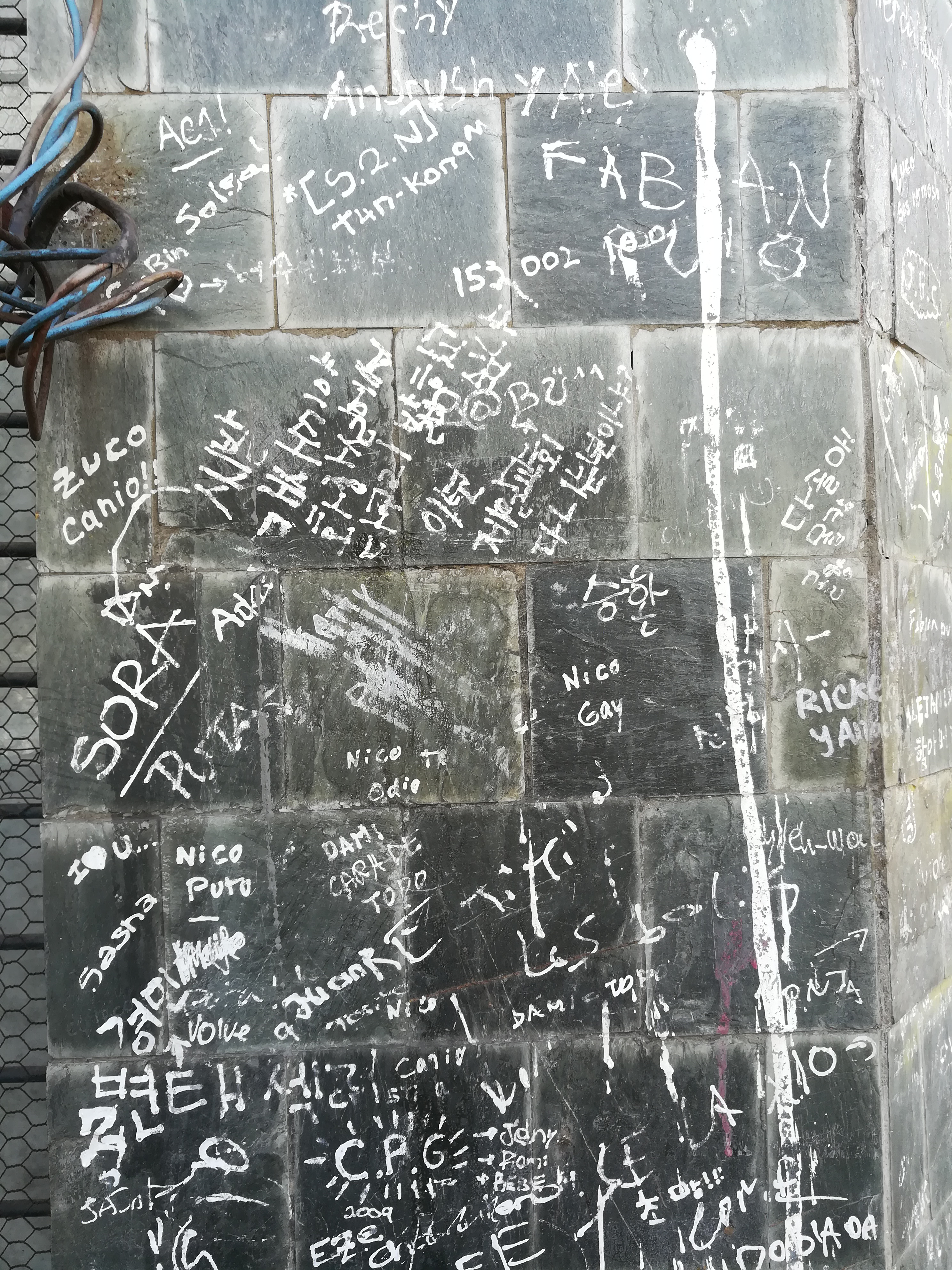
Grafitis en ambos idiomas
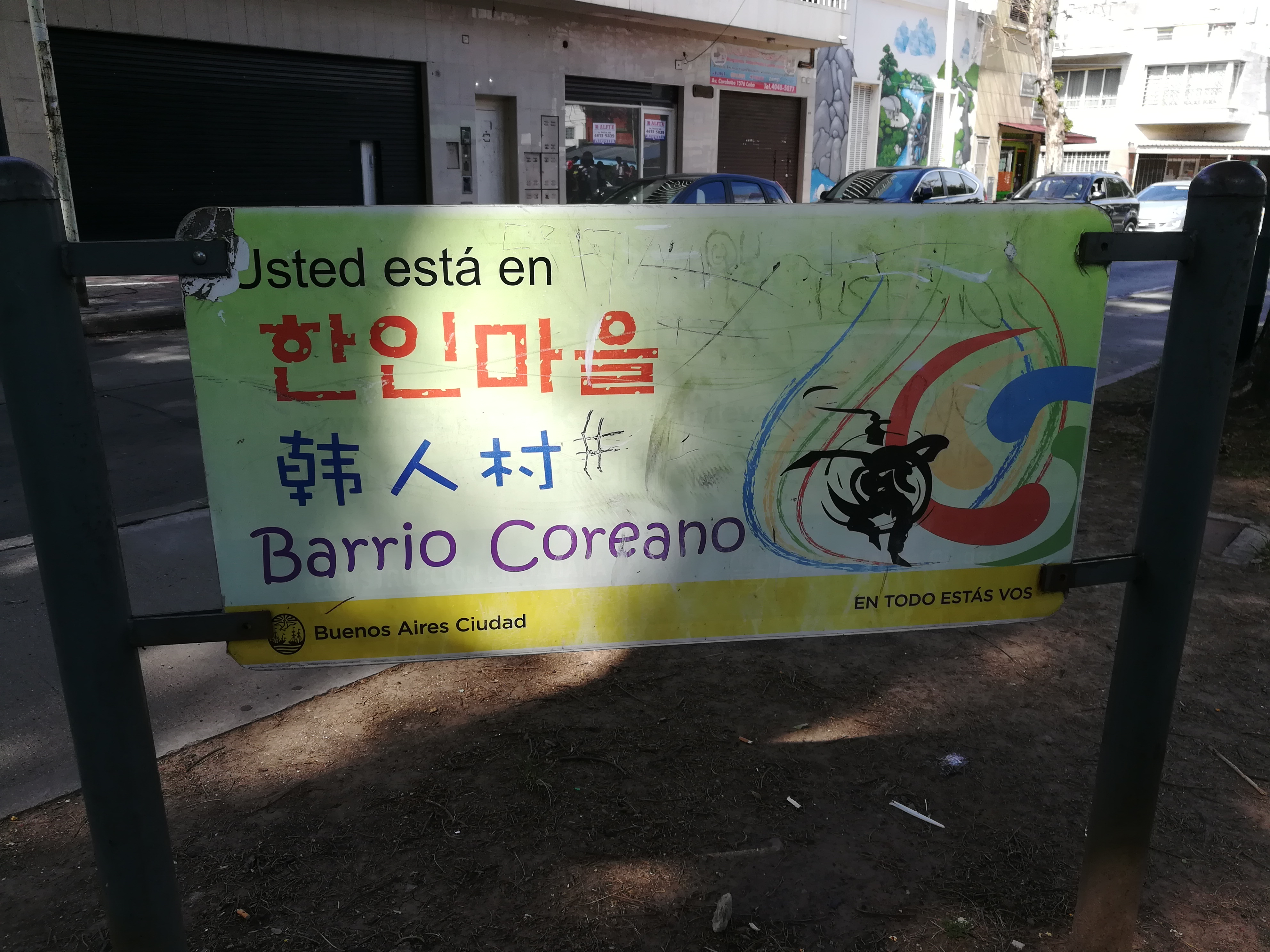
Letrero en el bulevar
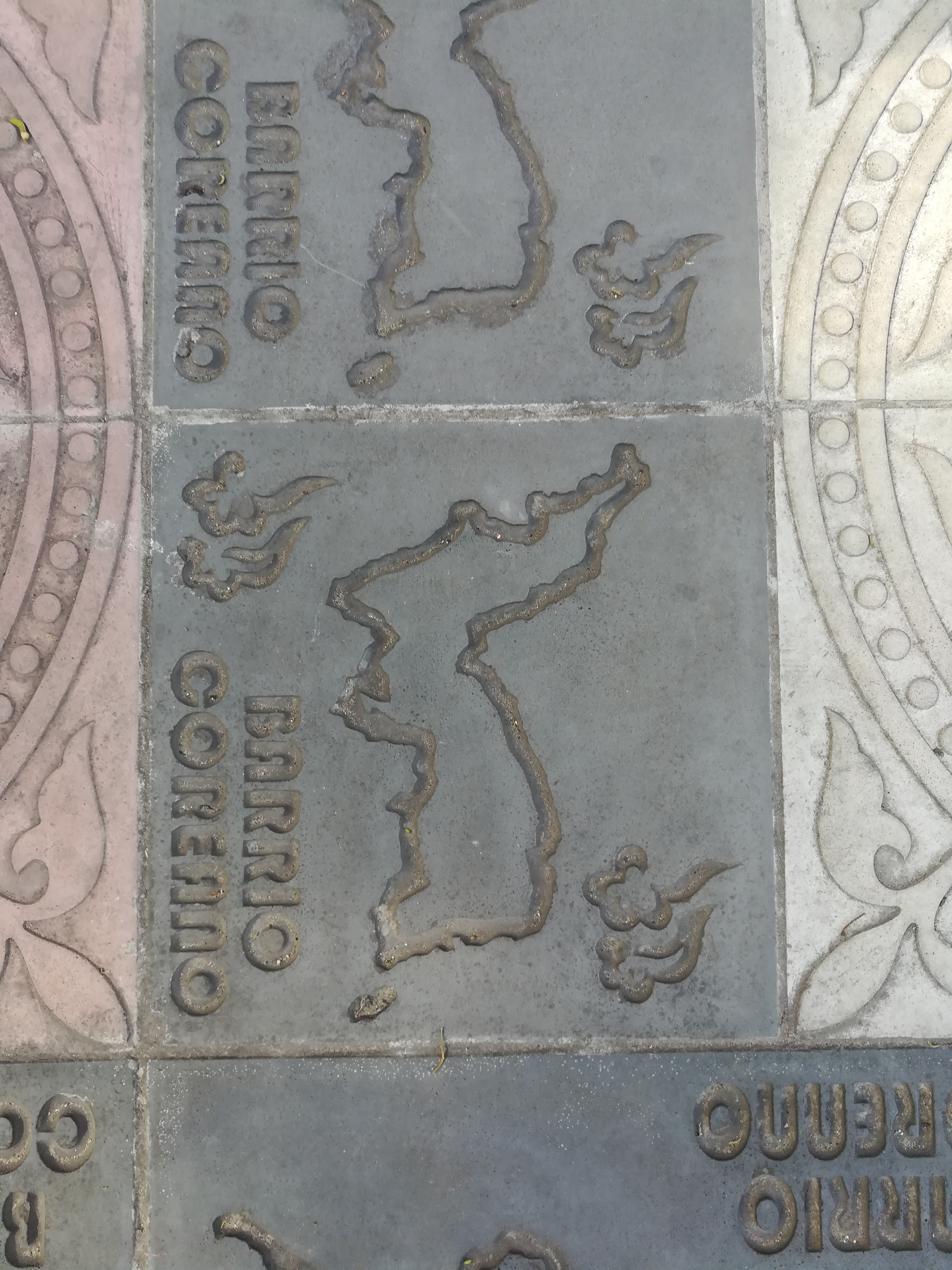
Mapa de Corea